# Little Cawthorpe
Little Cawthorpe – wieś i civil parish w Anglii, w Lincolnshire, w dystrykcie East Lindsey. W 2011 civil parish liczyła 163 mieszkańców.